# Jimmy Smith (football américain, 1988)
Pour les articles homonymes, voir Jimmy Smith (homonymie) et Smith.
(en) Statistiques sur pro-football-reference
James Michael Smith, dit Jimmy Smith, né le 26 juillet 1988 à Fontana en Californie, est un joueur américain de football américain.
Depuis 2011, ce cornerback joue pour les Ravens de Baltimore en National Football League (NFL). Avec cette franchise, il a remporté le Super Bowl XLVII.

## Biographie

### Carrière universitaire
Étudiant à l'Université du Colorado à Boulder, il a joué pour les Buffaloes du Colorado de 2007 à 2010.

### Carrière professionnelle
Il est sélectionné par les Ravens de Baltimore au premier tour, 27e rang, lors de la draft 2011 de la NFL. Il commence sa carrière professionnelle en jouant comme relève aux cornerbacks titulaires Lardarius Webb et Cary Williams. À sa deuxième saison, il aide les Ravens à remporter le Super Bowl XLVII face aux 49ers de San Francisco.
Après la victoire du Super Bowl et le départ de Cary Williams aux Eagles de Philadelphie, il devient titulaire à partir de la saison 2013. Il excelle durant cette saison avec notamment 15 passes déviées et 2 interceptions en plus de causer 3 fumbles aux adversaires. La saison suivante, il se blesse au pied en semaine 8 contre les Bengals de Cincinnati et doit subir une opération, ce qui met à sa saison.
En mars 2015, il prolonge de 4 ans son contrat avec les Ravens, pour un montant de 48 millions de dollars, incluant 21 millions garantis.